# POSIX Threads
POSIX threads é um padrão POSIX para threads, o qual define uma API padrão para criar e manipular threads. As bibliotecas que implementam a POSIX threads são chamadas Pthreads, sendo muito difundidas no universo Unix e outros sistemas operacionais semelhantes como Linux e Solaris.

## Exemplo
Este é um exemplo de implementação que utiliza a POSIX threads.
```
#include
 
<stdio.h>

#include
 
<stdlib.h>

#include
 
<pthread.h>

 

#define THREADS_MAX     4

void
 
*
function
(
void
 
*
param
)

{

       
int
 
id
 
=
 
*
((
int
 
*
)(
param
));

       
int
 
i
,
 
loops
 
=
 
10
;

       
for
(
i
 
=
 
0
;
 
i
 
<
 
loops
;
 
i
++
)

       
{

               
printf
(
"thread %d: loop %d
\n
"
,
 
id
,
 
i
);

       
}

       
pthread_exit
(
NULL
);

}

int
 
main
(
void
)

{

       
pthread_t
 
threads
[
THREADS_MAX
];

       
int
 
thread_args
[
THREADS_MAX
];

       
int
 
i
;

       
printf
(
"pre-execution
\n
"
);

       
for
 
(
i
 
=
 
0
;
 
i
 
<
 
THREADS_MAX
;
 
i
++
)

       
{

               
thread_args
[
i
]
 
=
 
i
;

               
pthread_create
(
&
threads
[
i
],
 
NULL
,
 
function
,
 
(
void
 
*
)
 
&
thread_args
[
i
]);

       
}

       
printf
(
"mid-execution
\n
"
);

       
for
 
(
i
 
=
 
0
;
 
i
 
<
 
THREADS_MAX
;
 
i
++
)

       
{

               
pthread_join
(
threads
[
i
],
 
NULL
);

       
}

       
printf
(
"post-execution
\n
"
);

       
return
 
EXIT_SUCCESS
;

}

```